# Magyarországi bolgárok

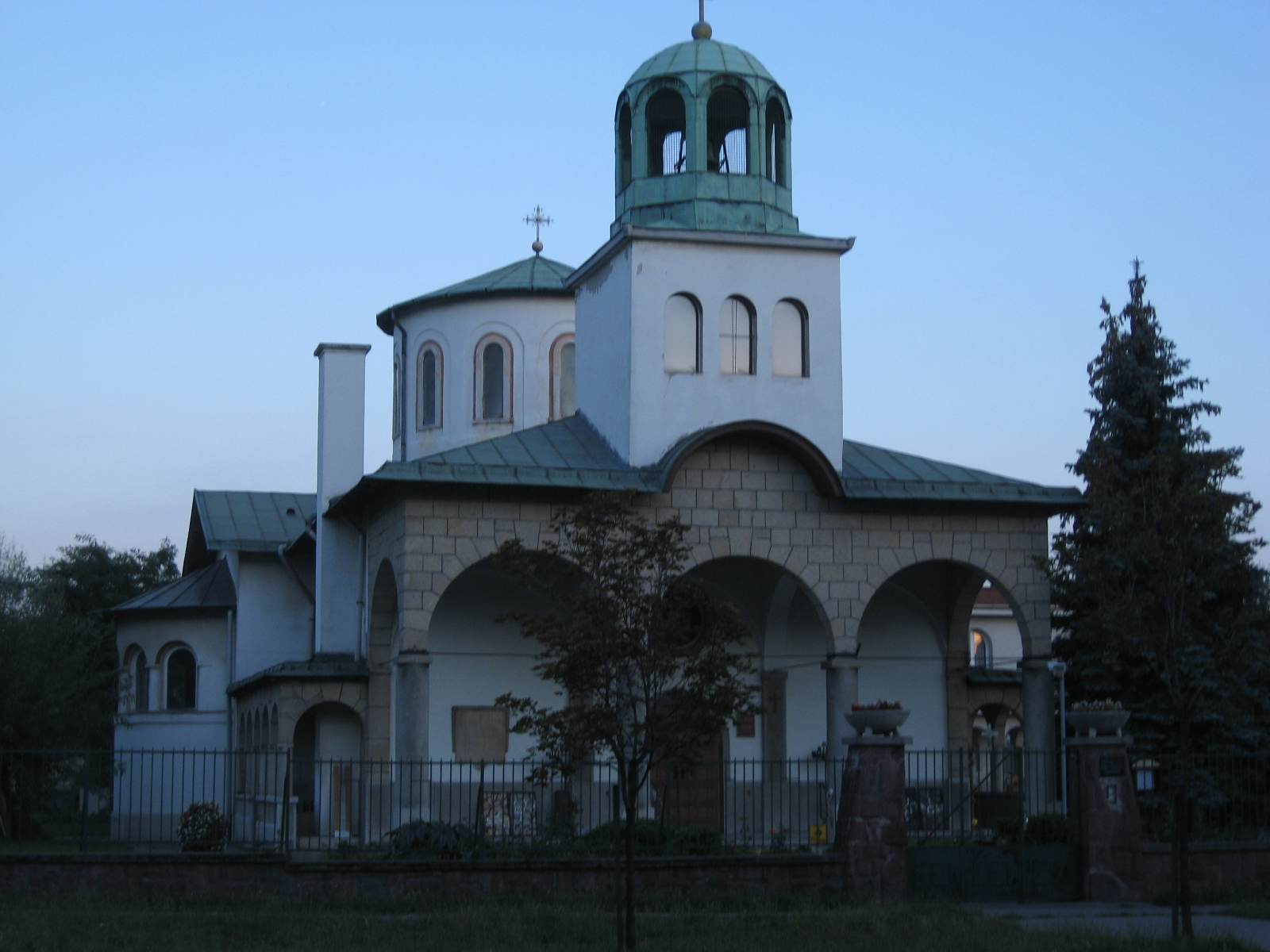
A magyarországi bolgárok temploma Ferencvárosban

A magyarországi bolgárok Magyarország 13 hivatalosan elismert nemzetiségének egyike.

## Története
A bolgárok magyarországi jelenléte a magyar honfoglalás előtti időszakra tehető, ugyanis Erdély területe Árpád bejövetele előtt Bulgária határvidékéhez tartozott.
A későbbi betelepedés 1365-tel kezdődik, amikor Nagy Lajos egy időre elfoglalta Vidint. Ez összefügg az oszmán hódítás kezdeteivel, amikor Konsztantin és Fruzsin bolgár előkelők is magyar területre menekültek. A bolgárok ekkor Szentendréig jutottak el.
A következő betelepedési hullám az 1688-as csiprovci felkelés bukásával indult, a Bánság térségébe. Ők a bánáti bolgárok, akik a bánáti bolgár nyelvet beszélik ma is, ráadásul római katolikus vallásúak. Később néhány bánáti bolgár család áttelepült más nagyvárosokba, mint például Pécs. Itt a ma Bolgárkert, Ispitaalján települtek le, ahol kertészkedéssel foglalkoztak, ők látták el a várost zöldséggel. Mária Terézia 1744-ben kiváltságlevelet adott az idetelepült paulikiánusoknak, 1811-ben pedig I. Ferenc a Temes vármegyei Vinga községnek. Ezen bolgárok ma már kizárólag Románia és Szerbia területén élnek.
A legnagyobb betelepedési hullám pedig a 19. század második felétől a II. világháborúig tartott, elsősorban Budapest, Szeged és Miskolc térségébe.
- 1914 Megalakul a Magyarországi Bolgárok Egyesülete
- 1916 Megalakul a Magyarországi Bolgár Ortodox Egyház
- 1918 Bolgár általános iskola Budapesten
- 1918 Az első bolgár ortodox istentisztelet Magyarországon
- 1924 Bolgár általános iskola Miskolcon (1950-ben megszűnt)
- 1931 A budapesti bolgár ortodox templom építése
- 1954 Bolgár általános iskola Pécsen (1970-ben megszűnt)
- 1957 Bolgár Kultúrház felavatása
- 1981 Bolgár középiskola Budapesten
- 1995 Bolgár Országos Önkormányzat megalakulása

## Fontosabb magyarországi bolgár kisebbségi intézmények
Bolgár önkormányzat a következő településeken található: Budapest (fővárosi szinten, ill. a XVI. kivételével az összes kerületben), Debrecen, Dunaharaszti, Dunakeszi, Felsőzsolca, Halásztelek, Kecskemét, Miskolc, Pécs, Sopron, Szeged, Szentendre, Szigetszentmiklós.
- Magyarországi Bolgárok Egyesülete
- Magyarországi Bolgár Ortodox Egyház
- Bolgár Országos Önkormányzat
- Hriszto Botev Bolgár–Magyar Általános Iskola és Gimnázium (2011-ben megszűnt)
- Bolgár Nyelvoktató Nemzetiségi Iskola (2004)
- Bolgár Kétnyelvű Nemzetiségi Óvoda (2008)
- Malko Teatro

## Híres emberek
- Jordan Bocskov (1894–1978) a bolgárkertészet egyik meghonosítója Magyarországon
- Dobrev Klára (1972) politikus
- Mazsaroff Miklós (1929–1997) festőművész
- Nikolaeva Mária szemészorvos, a Miskolci Bolgár Önkormányzat elnöke
- Varga Szimeon (1971) művelődésszervező, a Bolgár Országos Önkormányzat alelnöke, az Országgyűlés első nemzetiségi szószólója